# Brazilië op de Olympische Winterspelen 2006
De Braziliaanse Olympische Ploeg is de afvaardiging van Braziliaanse sporters die het Braziliaans Olympisch Comité uitzendt naar de Olympische Spelen.

## Deelnemers
| Sport                  | Naam                                                             | Discipline                               | Klassering  | Resultaten                                                              |
| ---------------------- | ---------------------------------------------------------------- | ---------------------------------------- | ----------- | ----------------------------------------------------------------------- |
| Alpineskiën mannen     | Nikolai Hentsch                                                  | Afdaling Combinatie Reuzenslalom Super-G | 43e - 30e - | 1.56,58 Afdaling 1.44,42, Slalom dq 1e run 1.27,78, 2e run 1.27,78 dnf  |
| Alpineskiën vrouwen    | Mirella Arnhold                                                  | Reuzenslalom                             | 43e         | 1e run 1.20,17, 2e run 1.29,00                                          |
| Bobsleeën mannen       | Edson Bindilatti Claudinei Quirino Ricardo Raschini Marcio Silva | 4-mansbob                                | -           | 49.08,0                                                                 |
| Freestyleskiën vrouwen | Isabel Clark Ribeiro                                             | Cross                                    | 9e          | 1e ronde 1e run 1.30,42, 2e run 1.31,49 kwartfinale 3e 9e-12e plaats 1e |
| Langlaufen mannen      | Helio Freitas                                                    | 15 km klassiek                           | 93e         | 54.06,08                                                                |
| Langlaufen vrouwen     | Jaqueline Mourão                                                 | 10 km klassiek                           | 67e         | 35.59,07                                                                |

Albanië · Algerije · Amerikaanse Maagdeneilanden · Andorra · Argentinië · Armenië · Australië · Azerbeidzjan · België · Bermuda · Bosnië en Herzegovina · Brazilië · Bulgarije · Canada · Chili · China · Chinees Taipei · Costa Rica · Cyprus · Denemarken · Duitsland · Estland · Ethiopië · Finland · Frankrijk · Georgië · Griekenland · Groot-Brittannië · Hongarije · Hongkong · Ierland · IJsland · India · Iran · Israël · Italië · Japan · Kazachstan · Kenia · Kirgizië · Kroatië · Letland · Libanon · Liechtenstein · Litouwen · Luxemburg · Macedonië · Madagaskar · Moldavië · Monaco · Mongolië · Nederland · Nepal · Nieuw-Zeeland · Noord-Korea · Noorwegen · Oekraïne · Oezbekistan · Oostenrijk · Polen · Portugal · Roemenië · Rusland · San Marino · Senegal · Servië en Montenegro · Slovenië · Slowakije · Spanje · Tadzjikistan · Thailand · Tsjechië · Turkije · Venezuela · Verenigde Staten · Wit-Rusland · Zuid-Afrika · Zuid-Korea · Zweden · Zwitserland